# بیلی بارتی

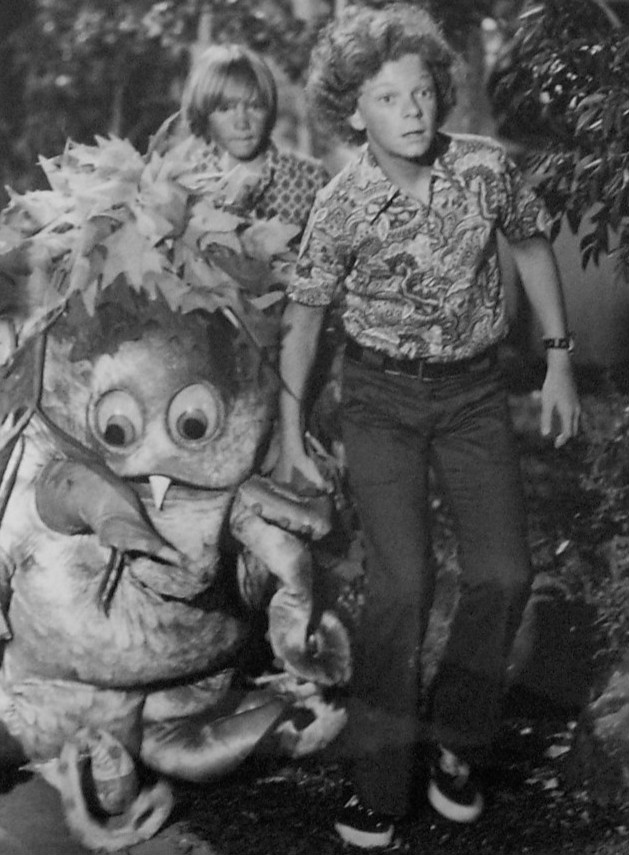

بیلی بارتی (انگلیسی: Billy Barty؛ ۲۵ اکتبر ۱۹۲۴ – ۲۳ دسامبر ۲۰۰۰) یک هنرپیشه اهل ایالات متحده آمریکا بود.

## گزیده فیلمشناسی
از فیلم‌ها یا برنامه‌های تلویزیونی که وی در آن نقش داشته‌است می‌توان به آثار زیر اشاره کرد.
- باگالوها
- اسکیت‌تاون
- حقه‌بازی
- زیر رنگین‌کمان